# Синсере, Муэнфу
Сет Муэнфу Синсере (англ. Seth Muenfuh Sincere; род. 28 апреля 1998, Абуджа) — нигерийский футболист, защитник клуба «Ени Малатьяспор». Бронзовый призёр летних Олимпийских игр 2016 года.

## Биография

### Клубная карьера
С 2015 года выступал за нигерийский клуб «Рапсодия». В начале 2016 года мог перейти в команду «Кано Пилларс», позже перешёл в стан команды «Суприм Корт».

### Карьера в сборной
В сентябре 2015 года участвовал на Африканских играх, которые проходили в столице Республики Конго Браззавиле. Нигерия стала обладателем бронзовых наград турнира, в матче за третье место обыграв хозяев, сборную Республики Конго в серии пенальти. В ноябре — декабре 2015 года сыграл на молодёжном чемпионате Африки до 23 лет, который проходил в Сенегале. Нигерийцы дошли до финала, где обыграли Алжир со счётом (2:1). На турнире он сыграл в 5 играх.
В августе 2016 году главный тренер олимпийской сборной Нигерии Самсон Сиасиа вызвал Муэнфу на летние Олимпийские игры в Рио-де-Жанейро. В команде он получил 2 номер. Нигерия стала обладателем бронзовых наград турнира, в матче за третье место обыграв Гондурас (3:2). Синсере на турнире провёл 6 игр.

## Достижения
- Бронзовый призёр Олимпийских игр: 2016